# Municipio de Hulbert (Míchigan)
El municipio de Hulbert (en inglés: Hulbert Township) es un municipio ubicado en el condado de Chippewa en el estado estadounidense de Míchigan. En el año 2010 tenía una población de 168 habitantes y una densidad poblacional de 0,9 personas por km².

## Geografía
El municipio de Hulbert se encuentra ubicado en las coordenadas 46°19′51″N 85°11′20″O / 46.33083, -85.18889. Según la Oficina del Censo de los Estados Unidos, el municipio tiene una superficie total de 186.02 km², de la cual 183,5 km² corresponden a tierra firme y (1,35 %) 2,52 km² es agua.

## Demografía
Según el censo de 2010, había 168 personas residiendo en el municipio de Hulbert. La densidad de población era de 0,9 hab./km². De los 168 habitantes, el municipio de Hulbert estaba compuesto por el 90,48 % blancos, el 2,98 % eran amerindios, el 0,6 % eran de otras razas y el 5,95 % eran de una mezcla de razas. Del total de la población el 1,19 % eran hispanos o latinos de cualquier raza.